# Gens Opimia

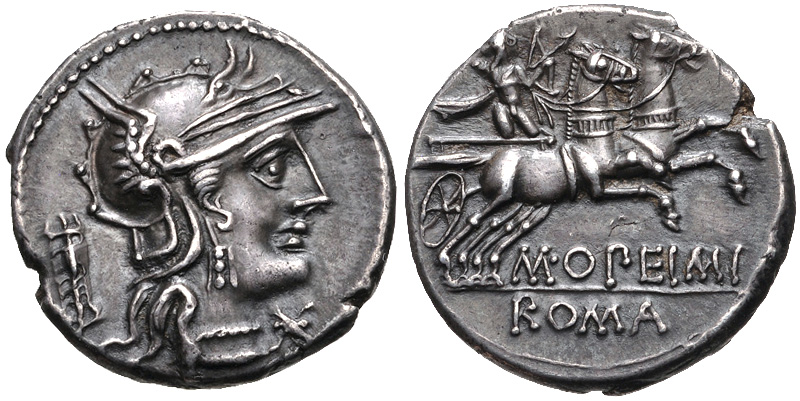
Denario di Marco Opimio, 131 a.C.

La gens Opimia o Opeimia era una famiglia plebea romana. Il primo membro della gens a raggiungere il consolato fu Quinto Opimio nel 154 a.C..

## Origine del nome
Il nomen Opimius deriva dal latino opimus ("migliore, più alto" o "grasso, abbondante, fruttuoso").

## Praenomina
I praenomina utilizzati dalla gens sono Quintus e Lucius, Gaius e Marcus.

## Rami principali

### Opimii Pansa
- Gaio Opimio Pansa, questore nel 294 a.C., durante la terza guerra sannitica, fu ucciso durante una battaglia contro i sanniti[2][3]

### Altri
- Quinto Opimio, nonno del console del 154 a.C.[4]
- Quinto Opimio Q. f., padre del console del 154 a.C.[4]
- Opimio, triumvir monetalis tra il 169 e il 158 a.C.[5]
- Quinto Opimio Q. f. n., console nel 154 a.C., portò avanti la guerra contro i Liguri con grande successo  ricevendo il trionfo. Fu anche triumvir monetalis tra il 169 e il 158 a.C. e pretore nel 157 a.C.[6][7][8][4][5]
- Lucio Opimio Q. f. Q. n., triumvir monetalis nel 131 a.C., pretore nel 125 e console nel 121. Fu un convinto oppositore delle riforme di Gaio Sempronio Gracco e, più tardi si lasciò corrompere da Giugurta, morendo in esilio[9][10][11][12][13]
- Marco Opimio Q. f. Q. n., triumvir monetalis nel 131 a.C., lo stesso anno di suo fratello Lucio.[14]
- Lucio Opimio, legionario al servizio del console Quinto Lutazio Catulo nel 102 a.C., uccise un guerriero cimbro che lo aveva sfidato a duello[15].
- Quinto Opimio L. f. Q. n., tribuno della plebe nel 75 a.C., processato l'anno seguente dal pretore Gaio Verre e privato delle sue proprietà[16][17][18].
- Opimio, un giurista nominato da Cicerone[19].
- Marco Opimio, praefectus sociorum al servizio di Metello Scipione durante la guerra civile. Fu fatto prigioniero da Gneo Domizio Calvino nel 48 a.C.[20][21]
- Opimio, menzionato da Orazio[22].

### Fonti antiche
- (LA) Polibio, Storie.
- (LA) Marco Tullio Cicerone, Epistulae ad Atticum.
- (LA) Marco Tullio Cicerone, In Verrem.
- (LA) Gaio Giulio Cesare, Commentarii de bello civili.
- (LA) Pseudo-Asconio, Commentarius in Oratorio Ciceronis in Verrem, Orelli.
- (LA) Tito Livio, Ab Urbe condita.
- (LA) Quinto Orazio Flacco, Satire.
- (LA) Lucio Ampelio, Liber Memorialis.
- (LA) Giulio Ossequente, Liber de Prodigiis.

### Fonti moderne
- (EN) William Smith, Dictionary of Greek and Roman Biography and Mythology, Boston, Little, Brown and Company, 1849.
- (FR) Bartolomeo Borghesi, Œuvres complètes de Bartolomeo Borghesi, Parigi, 1862.
- (EN) George Davis Chase, The Origin of Roman Praenomina, in Harvard Studies in Classical Philology, VIII, 1897.
- (EN) T. Robert S. Broughton, The Magistrates of the Roman Republic, American Philological Association, 1952.
- (EN) Michael Crawford, Roman Republican Coinage, Cambridge University Press, 1974.